# Iltisia
Iltisia, rod glavočika iz podtribusa Piqueriinae, dio tribusa Eupatorieae. Postoke dvije vrste iz Srednje Amerike

## Opis
Iltisia uključuje 2 zeljaste jednogodišnje vrste s visokih nadmorskih visina lanca Talamanca u Kostariki i Panami. Ima sitne, ležeće habituse, gole, bezpapusne cipsele i 4-djelne cvjetove.

## Vrste
1. Iltisia echandiensis R.M.King & H.Rob.
2. Iltisia repens S.F.Blake

## Sinonimi
Nema.